# Mansfield (Georgia)
Mansfield è una città degli Stati Uniti d'America, situata in Georgia, nella Contea di Newton.